# Valdir Fernandes
Valdir Fernandes, nome artístico de Valdir Fernandes de Almeida, (São Paulo, 31 de janeiro de 1952 – 21 de dezembro de 2017) foi um ator de teatro, cinema e televisão brasileiro.
Filho de Pedro Fernandes de Almeida e de Guiomar Fernandes de Almeida, desde jovem interessou-se por atividades culturais. Foi aluno dos cursos de Artes Cênicas dos mestres Emilio Fontana e Myriam Muniz.
Em 1978 fez sua estreia no cinema ao participar do filme “Mulher Desejada,  de Alfredo Sternheim, ao lado de Kate Hansen e Eduardo Tornaghi. Em 1980 atuou em “Corpo Devasso”, do mesmo diretor.
Tornou-se conhecido por seus papéis nas novelas Cara a Cara (1979), Meu Pé de Laranja Lima (1980) e Os Imigrantes (1981), todas da TV Bandeirantes.

## Carreira
O ator participou ainda das produções Ninho da Serpente, Mandacaru e Grande Sertão: Veredas. 
No cinema atuou nos longas Mulher Desejada (1978) e Corpo Devasso (1980), ambos dirigidos pelo cineasta Alfredo Stenheimer. Em 2006 atuou em A Última Batalha (2006).
No auge da fama o ator teve problemas com o álcool, o que prejudicou sua carreira. Em 2015, um programa de televisão mostrou Valdir trabalhando como vendedor ambulante de picolés, em frente ao Zoológico de São Paulo.

## Morte
Valdir Fernandes morreu aos 65 anos, na cidade de São Paulo, no dia 21 de dezembro de 2017, em decorrência de Hepatite. Foi sepultado no cemitério Vila Mariana.
O ator tinha dois filhos.

## Filmografia[5][6]

### Televisão
| Ano  | Título                                     | Personagem / Cargo      |
| ---- | ------------------------------------------ | ----------------------- |
| 1979 | Cara a Cara                                | Rafael                  |
| 1980 | Meu Pé de Laranja Lima                     | Henrique Muniz          |
| 1981 | Os Imigrantes                              | Primo de Salvio         |
| 1982 | A Filha do Silêncio                        | Zeca (José Carlos)      |
| 1983 | O Anjo Maldito                             | Rodolfo                 |
| 1985 | A Guerra dos Farrapos                      | General David Canabarro |
| 1985 | Grande Sertão Veredas                      | Teofrásio               |
| 1988 | Abolição                                   | Capitão Moreira César   |
| 1998 | Mandacaru                                  | Capitão Fontes          |
| 2014 | A Saga - Da Terra Vermelha Brotou o Sangue |                         |

### Filmes
| Ano  | Título           | Personagem |
| ---- | ---------------- | ---------- |
| 1978 | Mulher Devassa   | Rapaz      |
| 1981 | Corpo Devasso    | Renato     |
| 2006 | A Última Batalha | Pastor     |